# Papillite linguale familiale
 (mars 2022).
La mise en forme du texte ne suit pas les recommandations de Wikipédia : il faut le « wikifier ».
Les points d'amélioration suivants sont les cas les plus fréquents. Le détail des points à revoir est peut-être précisé sur la page de discussion.
- Les titres sont pré-formatés par le logiciel. Ils ne sont ni en capitales, ni en gras.
- Le texte ne doit pas être écrit en capitales (les noms de famille non plus), ni en gras, ni en italique, ni en « petit »…
- Le gras n'est utilisé que pour surligner le titre de l'article dans l'introduction, une seule fois.
- L'italique est rarement utilisé : mots en langue étrangère, titres d'œuvres, noms de bateaux, etc.
- Les citations ne sont pas en italique mais en corps de texte normal. Elles sont entourées par des guillemets français : « et ».
- Les listes à puces sont à éviter, des paragraphes rédigés étant largement préférés. Les tableaux sont à réserver à la présentation de données structurées (résultats, etc.).
- Les appels de note de bas de page (petits chiffres en exposant, introduits par l'outil «  Source ») sont à placer entre la fin de phrase et le point final[comme ça].
- Les liens internes (vers d'autres articles de Wikipédia) sont à choisir avec parcimonie. Créez des liens vers des articles approfondissant le sujet. Les termes génériques sans rapport avec le sujet sont à éviter, ainsi que les répétitions de liens vers un même terme.
- Les liens externes sont à placer uniquement dans une section « Liens externes », à la fin de l'article. Ces liens sont à choisir avec parcimonie suivant les règles définies. Si un lien sert de source à l'article, son insertion dans le texte est à faire par les notes de bas de page.
- La présentation des références doit suivre les conventions bibliographiques. Il est recommandé d'utiliser les modèles {{Ouvrage}}, {{Chapitre}}, {{Article}}, {{Lien web}} et/ou {{Bibliographie}}. Le mode d'édition visuel peut mettre en forme automatiquement les références.
- Insérer une infobox (cadre d'informations à droite) n'est pas obligatoire pour parachever la mise en page.

Pour une aide détaillée, merci de consulter Aide:Wikification.
Si vous pensez que ces points ont été résolus, vous pouvez retirer ce bandeau et améliorer la mise en forme d'un autre article.

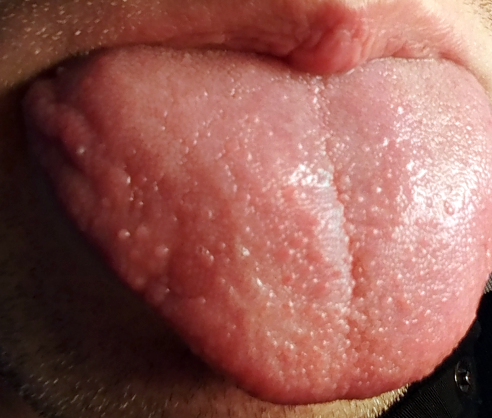
Papillite linguale familiale éruptive

La papillite linguale éruptive familiale (PLF) est une hypertrophie bénigne des papilles fongiformes de la pointe et du dos de la langue.
Cette affection peut toucher à la fois des enfants et des adultes.
C'est une inflammation de la langue associée à une infection virale.

## Symptômes
D'apparition brutale, la gêne ne passe pas inaperçue en raison de la présence d'une stomatite douloureuse.
On observe des papilles fongiformes hypertrophiées, associées à une glossite plus ou moins importante.
On va retrouver dans la moitié des cas, la présence d'adénopathies cervicales (gonflement des ganglions de la nuque notamment) et sous-maxillaires.
Une difficulté à manger, un état légèrement fébrile et une fatigue seraient associés.

## Origine et physiopathologie
L'origine n'est pas complètement élucidée. Elle semble en majorité déclenchée par un virus sans qu'une association claire ne soit établie entre un virus en particulier et la PLF.
La transmission intrafamiliale de l'infection sous-jacente a été confirmé par la multiplication des cas familiaux.
L'étude histologique de la lésion fait apparaitre une infiltration de neutrophiles et une dilatation des vaisseaux. Des cellules inflammatoires sont observées mais aucun indice de la présence bactérienne, virale ou fongique. 
Ces éléments coïncideraient avec la notion d'exanthème post-infection virale définie comme révélatrice d'une infection sous-jacente qui peut n'avoir aucun lien avec le lieu d'éruption .
Il s'agit donc de ne pas confondre les symptômes liés à l'infection virale et l'expression inflammatoire linguale associée, mais qui peut être décalée dans le temps.

## Traitement
La guérison semble spontanée en maximum 15 jours.
La PLF est généralement bénigne.
Le traitement symptomatique conseillé est généralement celui de l'hygiène buccale. Des bains de bouche de solution de bicarbonate de sodium 1,4 % semblent atténuer l'irritation ressentie.

## Diagnostic différentiel
La PLF n'est pas associée à des vésicules (herpès, etc.), ni à des érosions ou encore à une langue géographique.
À la différence de la mycose buccale (muguet), le PLF ne fait pas apparaitre de dépôt blanc caractéristique.